# Alkohol dehidrogenaza (NAD(P)+)
Alkohol dehidrogenaza (NAD(P)+) (EC 1.1.1.71, retinalna reduktaza, aldehidna reduktaza (NADPH/NADH), alkoholna dehidrogenaza (NAD(P))) je enzim sa sistematskim imenom alkohol:NAD(P)+ oksidoreduktaza. Ovaj enzim katalizuje sledeću hemijsku reakciju
alkohol + NAD(P)+ {\displaystyle \rightleftharpoons } aldehid + NAD(P)H + H+
Alkoholna dehidrogenaza redukuje alifatične aldehide sa ugljeničnim lancima dugim 2 do 14 atoma. Najaktivniji je na C4, C6 i C8 aldehidima. Takođe redukuje retinal do retinol.

## Literatura
- Nicholas C. Price; Lewis Stevens (1999). Fundamentals of Enzymology: The Cell and Molecular Biology of Catalytic Proteins (Third изд.). USA: Oxford University Press. ISBN 019850229X.
- Eric J. Toone (2006). Advances in Enzymology and Related Areas of Molecular Biology, Protein Evolution (Volume 75 изд.). Wiley-Interscience. ISBN 0471205036.
- Branden C; Tooze J. Introduction to Protein Structure. New York, NY: Garland Publishing. ISBN 0-8153-2305-0.
- Irwin H. Segel. Enzyme Kinetics: Behavior and Analysis of Rapid Equilibrium and Steady-State Enzyme Systems (Book 44 изд.). Wiley Classics Library. ISBN 0471303097.

## Spoljašnje veze
- Alcohol+dehydrogenase+NAD(P) на 